# Port lotniczy Huangshan-Tunxi
Port lotniczy Huangshan-Tunxi (IATA: TXN, ICAO: ZSTX) – port lotniczy położony w Huangshan, w prowincji Anhui, w Chińska Republika Ludowa.

## Linie lotnicze i połączenia
| Linia Lotnicza           | Kierunek |
| ------------------------ | --- |
| Beijing Capital Airlines | 1. Daegu 2. Muan 3. Xiamen 4. Xi’an |
| China Southern Airlines  | 1. Guangzhou 2. Seul-Inczon 3. Shenzhen |
| Dalian Airlines          | 1. Pekin |
| Greater Bay Airlines     | 1. Hongkong |
| GX Airlines              | 1. Changsha 2. Chongqing 3. Dalian 4. Guilin 5. Haikou 6. Hohhot 7. Jieyang 8. Mianyang 9. Qingdao 10. Shijiazhuang 11. Taiyuan 12. Yantai 13. Yichang 14. Zhuhai |
| Thai Lion Air            | 1. Bangkok-Don Muang |